# Nguyễn Việt Quân
Nguyễn Việt Quân (bí danh là Ba Việt Quân) là một sĩ quan cấp cao của Quân đội nhân dân Việt Nam.

Ông sinh ngày 1 tháng 12 năm 1951 tại Thường Thạnh, Cái Răng, thành phố Cần Thơ. Ông từng là Ủy viên Ban chấp hành Trung ương Đảng khóa X, trên cương vị là Chính ủy Quân khu 9 từ năm 2008-2011, mang quân hàm Trung tướng (2011). Trước năm 2004, ông là Tỉnh đội trưởng Tỉnh đội Cần Thơ. Năm 2004, ông là Chỉ huy trưởng Bộ Chỉ huy Quân sự thành phố Cần Thơ.